# Kim Yong-sik (football)
Dans ce nom coréen, le nom de famille, Kim, précède le nom personnel.
Pour les articles homonymes, voir Kim et Kim Yong-sik.
Kim Yong-sik (김용식), né le 25 juillet 1910 à Sinch'ŏn, dans le Hwanghae et mort le 5 mars 1985) est un footballeur et entraîneur sud-coréen.

## Biographie
Né dans le nord de la péninsule coréenne en 1910, année d'annexion par le Japon de la Corée, Kim Yong-sik fut international nippon à trois reprises (1936-1940) pour aucun but inscrit puis international sud-coréen de 1945 à 1950, à la suite de l'indépendance de la Corée.
Il participa aux JO 1936, avec le Japon, où il joua tous les matchs (Suède et Italie). Le Japon fut éliminé en quarts.
Il participa aux JO 1948 avec la Corée du Sud, où il fut titulaire dans tous les matchs (Mexique et Suède). La Corée du Sud fut éliminée en quarts.
Il joua dans de nombreux clubs en Corée, et remporta la Coupe du Japon de football en 1935, ce qui lui valut d'être en équipe du Japon. Il finit sa carrière en 1952. 
Il fut à trois reprises le sélectionneur de la Corée du Sud (1954-1955, 1960 et 1969), participant à la Coupe du monde de football de 1954, où la Corée du Sud fut éliminée au premier tour sans gagner le moindre match et fait partie du staff remportant la Coupe d'Asie des nations en 1960. Il entraîna deux clubs (Yangzee FC et Hallelujah FC), remportant le Championnat de Corée du Sud amateur et la Coupe du Président en 1968.

## Palmarès

### En tant que joueur
- Coupe du Japon de football
  - Vainqueur en 1935

### En tant qu'entraîneur
- Championnat de Corée du Sud amateur 
  - Champion en 1968
- Coupe du Président 
  - Vainqueur en 1968